# The Ghost of Tom Joad (pjesma)
"The Ghost of Tom Joad" je pjesma Brucea Springsteena s njegova istoimenog albuma objavljenog 21. studenog 1995. Lik Toma Joada iz klasičnog romana Plodovi gnjeva Johna Steinbecka spominje se u naslovu i priči. Snimljena kao tiha folk pjesma, "The Ghost of Tom Joad" snimljena je i u radikalno bučnijem i žešćem aranžmanu sastava Rage Against the Machine. Sam Springsteen ju je izvodio u mnoštvu aranžmana, uključujući onaj s E Street Bandom i gostovanje Toma Morella iz Ragea.

## Springsteenov original
Osim Plodova gnjeva, pjesma je inspirirana i pjesmom "The Ballad of Tom Joad" Woodyja Guthrieja, koja je sama bila inspirirana filmom Plodovi gnjeva Johna Forda. Springsteen je prije pisanja pjesme pročitao knjigu, pogledao film i preslušao pjesmu, a konačni ishod usporediv je s Guthriejevom tradicijom. Springsteen je bio inspiriran društvenim aktivizmom tridesetih godina te je htio posuditi glas nevidljivim i nečujenima, siromašnima i obespravljenima. Njegova karakterizacija potječe od Steinbecka i Forda.
Međutim, kao i ostatak albuma, "The Ghost of Tom Joad" je smještena u prvu polovicu devedesetih iako sa sličnim prizorima tridesetih iz doba Velike depresije:
Men walkin' 'long the railroad tracks,
Goin' someplace, there's no goin' back.
Highway patrol choppers comin' up over the ridge —
Hot soup on a campfire under the bridge.
Ironično se spominje i Novi svjetski poredak predsjednika Georgea H.W. Busha, kao i suvremena demografska migracija na Jugozapad Sjedinjenih Država. To najjasnije ističe refren:
The highway is alive tonight —
But where it's headed, everybody knows.
I'm sittin' down here in the campfire light
Waitin' on the ghost of Tom Joad.
Treća strofa je najizravnija poveznica s Plodovima gnjeva jer se u njoj parafrazira slavni govor Toma Joada ("Wherever there's a...").
"The Ghost of Tom Joad" originalno je snimljena s E Street Bandom, a trebala je biti uvrštena kao jedna od novih pjesama na kompilacijski album Greatest Hits iz veljače 1995. Međutim, Springsteenu se nije svidio aranžman, pa je ostavio pjesmu po strani za sljedeći projekt.
Objavljena pjesma snimljena je između travnja i lipnja 1995. u Springsteenovu kućnom studiju u Los Angelesu. Snimljena je s lakom i prigušenom pratnjom; Springsteen je odsvirao gitaru i usnu harmoniku, a članovi E Street Banda Danny Federici klavijature i Garry Tallent bas. Angažirani glazbenici, Marty Rifkin i Gary Mallaber, odsvirali su pedal steel gitaru i dobro te bubnjeve. Springsteenov vokal stišava se u svakom stihu prema njegovu kraju.
Springsteenova snimka objavljena je kao singl u Nizozemskoj i Ujedinjenom Kraljevstvu, gdje je zauzela 26. mjesto britanske ljestvice singlova. U SAD-u nije objavljena kao singl, a nije puštana ni na radijskim rock postajama orijentiranima na albume.

### Glazbeni videospot
Za pjesmu je snimljen nereprezentativni spot kojeg je režirao Arnold Levine. Sastojao se od crno-bijele fotografske montaže ograničene na dio ekrana koji je predstavljao retrovizor. U njemu su se pojavile i depresivni prizori američke Ceste 66; iako smješteni u devedesete, mnogi su mogli proći i kao oni iz tridesetih. Obično bi se na ekranu svako malo pojavljivala jedna rečenica pjesme.

### Povijest koncertnih izvedbi
Pjesma se pojavljivala na većini koncerata akustičnog samostalnog Ghost of Tom Joad Toura, a publici je najavljivala kakva ih večer čeka. 26. veljače 1997., dok je turneja još trajala, Springsteen je izveo pjesmu na dodjeli Grammyja, gdje je album osvojio Grammy za najbolji suvremeni folk album.
Ova i pjesma "Youngstown" su jedine pjesme s albuma The Ghost of Tom Joad koje su se češće pojavljivale na Springsteenovu koncertnom repertoaru. "The Ghost of Tom Joad" izvođena je tijekom Reunion Toura 1999. i 2000. u aranžmanu koji je bio vrlo sličan onom s albuma, iako je Federici često svirao harmoniku, a Tallent bas. U SAD-u, stadionska i dvoranska publika je smatrala pjesmu kao signal za odlazak na zahod ili po pivo. Pjesma je nakon toga postala rjeđa pojava; na samostalnom Devils & Dust Touru 2005. izvedena je dva puta.
Na Springsteenovu Sessions Band Touru 2006. pjesma se pojavila nekoliko puta, u novom aranžmanu s Frankom Brunom koji je izvodio jedan vokalni dio, te dva produžena instrumentalna prijelaza tijekom kojih su se izmjenjivali violina, pedal steel gitara, truba i usna harmonika. Jedna takva izvedba zabilježena je na albumu Bruce Springsteen with The Sessions Band: Live in Dublin.
Na koncertnoj verziji s treće etape Magic Toura Springsteena i E Street Banda kao gost se pojavio član sastava Rage Against the Machine Tom Morello koji je otpjevao jedan stih i odsvirao dva duga gitarska sola nekarakteristična za zvuk E Street Banda. Ta izvedba kasnije je objavljena na Springsteenovu EP-u Magic Tour Highlights u audio i video obliku.
Ističući politički kontekst pjesme, Springsteen ju je uvrstio u akustične "Change Rocks" nastupe na skupovima u sklopu predsjedničke kampanje Baracka Obame 2008.

## Verzija Rage Against the Machine
Pjesmu je kasnije obradio sastav Rage Against the Machine. Njihovo izdanje pjesme isprva je objavljeno kao 'besplatni singl' koji se nalazio u sklopu njihove VHS verzije kućnog videa iz 1997.
Obrada sastava bila je u trash rap stilu s upotrebom live vokala. Iako je bila radikalno različita od Springsteenova originala, i uzima se da je i ona u skladu s Guthriejevom tradicijom. Postigla je osrednji komercijalni uspjeh, zauzevši 1997. 35. poziciju na ljestvici Mainstream Rock Tracks te 34. na ljestvici Modern Rock Tracks. Tako je postala druga pjesma sastava koja se probila na ljestvice, nakon "Bulls on Parade".
Singl verzija iz 1998. djelomično se razlikuje od one s albuma Renegades, jer ju je sastav tada ponovno snimio. Postoji samo ograničen broj primjeraka. Slika s omota djelo je Erica Drookera,a zove se "Police Riot".
"The Ghost of Tom Joad" debitirala ne na koncertu 25. travnja 1997. na Sam Boyd Stadiumu u Las Vegasu.

### Glazbeni videospot
Heather Parry producirala je i režirala spot za pjesmu, snimljen u Irvine Meadowsu 18. i 19. rujna. Identičan je videu za pjesmu "Rage Against the Machine".

### Popis pjesama
1. "The Ghost of Tom Joad"
2. "Vietnow [Live in Detroit on the 23rd of August, 1997]"
3. "The Ghost of Tom Joad [Live Version]"

## Druge verzije
Švedski sastav Junip 2005. je obradio pjesmu na svojem albumu Black Refuge EP.
Nickelback izvodi pjesmu na svojim koncertima u aranžmanu sličnom onom Rage Against the Machine. U uvodima su identificirali pjesmu sa sastavom, a izvodili su je kao počast sastavu koji je u to vrijeme bio u raspadu.

## Vanjske poveznice
- Stihovi "The Ghost of Tom Joad"  Arhivirana inačica izvorne stranice od 17. svibnja 2008. (Wayback Machine) na službenoj stranici Brucea Springsteena